# Бутунаев, Валерий Александрович
Валерий (Булат) Алексеевич Бутунаев (23 сентября 1929 — 3 августа 2007) — советский русско- и бурятскоязычный поэт. Член Национального союза писателей Украины (с 1987).

## Биография
Валерий Бутунаев родился 23 сентября 1929 года в улусе Гаханы, Эхирит-Булагатский аймак, Бурят-Монгольская АССР. Трудовую деятельность начал в школьные годы во время Великой Отечественной войны, работал приёмщиком и трактористом в колхозе.
После службы на флоте в 1957 году окончил Черемховский горный техникум. После учёбы переехал на Донбасс, работал на местных шахтах («Белицкая»). В 1958—1991 — электрослесарем, механиком, главным энергетиком шахты, горным мастером; в 1992—1998 годах — электрослесарем в Добропольском управлении коммунальных котельных и тепловых сетей.
Печатался с 1980 года. Писал на бурятском и русском языках. Творчеству Бутунаева присуще знание народной улусной жизни Бурятии. Описывал характеры и быт местного населения в колоритной и реалистичной манере.
Умер Валерий Бутунаев 3 августа 2007 года в Белицком, Донецкая область.

## Работы
- Сборник стихов «Спасибо, отчая земля» (Д., 1982),
- Сборник стихов «Река детства» (Д., 1987),
- Документально-художественная повесть «Красный батыр Алексей Бутунаев» (Улан-Удэ, 1982),
- Сборник прозы «Эхирит-Булагатцы в рассказах и притчах» (Москва, 1987),
- «Повести Желтой Степи» (Иркутск, 1992),
- Документальный роман «Два голоса» (Улан-Удэ, 1997),
- Книга «Усмешки лихолетья» (Д., 2002).